# Petre Țuțea
 (août 2019).
Si vous disposez d'ouvrages ou d'articles de référence ou si vous connaissez des sites web de qualité traitant du thème abordé ici, merci de compléter l'article en donnant les références utiles à sa vérifiabilité et en les liant à la section « Notes et références ».
Petre Țuțea (6 octobre 1902 à Boteni en Roumanie - 3 décembre 1991) est un  économiste, un philosophe et un homme politique roumain.

## Biographie
Son père a été prêtre. Il étudie au lycée Neagoe Basarab de Câmpulung-Muscel et au lycée George Barițiu de Cluj-Napoca. Il suit les cours de la Faculté de droit de Cluj et il est nommé docteur en droit administratif en 1929. 
En 1932, il fonde la revue La gauche: la ligne générale du temps. En 1933, il est référent dans le ministère du Commerce et de l’Industrie. En 1935, il publie Le manifeste de la révolution nationale, avec Sorin Pavel, Ioan Crăciunel, Gheorghe Tite, Nicolae Tatu et Petre Ercuță. Entre 1936 et 1939, il fait partie du ministère de l'Économie nationale. Il écrit dans beaucoup de publications, surtout dans Cuvântul en français : « le Mot », dirigé par Nae Ionescu, dans lequel il a publié des articles d’économie politique. Entre 1940 et 1944, il fait partie du ministère de la Guerre.
Il est arrêté par les autorités communistes et interné sans condamnation pendant cinq ans (1948-1953). Ensuite, il est arrêté, le 22 décembre 1956, pour avoir comploté contre l’ordre social. Il est condamné à dix ans ferme, en 1957. Après avoir été libéré, en 1964, Țuțea est toujours sous l’observation de la sécurité communiste. Ses manuscrits et ses études ont été confisqués.
Petre Țuțea a été surnommé « le Socrate de Roumanie », pour ses préoccupations philosophiques et pour son rôle éducatif. À cause des persécutions, il n’a pas publié beaucoup avant 1989, mais, après la chute du communisme, ses publications ont été diffusées dans tout le pays.

## L'œuvre publiée

### Essais philosophiques
- La vieillesse et d’autres textes philosophiques, Bucarest, 1992
- Des réflexions religieuses sur la connaissance, Bucarest, 1992
- Fragments, Bucarest, 2007

### Dialogues
- Entre Dieu et mon peuple, Bucarest, 1992
- Les derniers dialogues avec Petre Țuțea, 2000